# Гоа католицька кухня

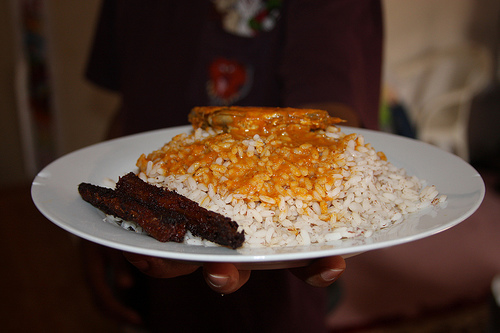
Рибне каррі та рис (Xit kodi)- основна їжа католиків Гоа

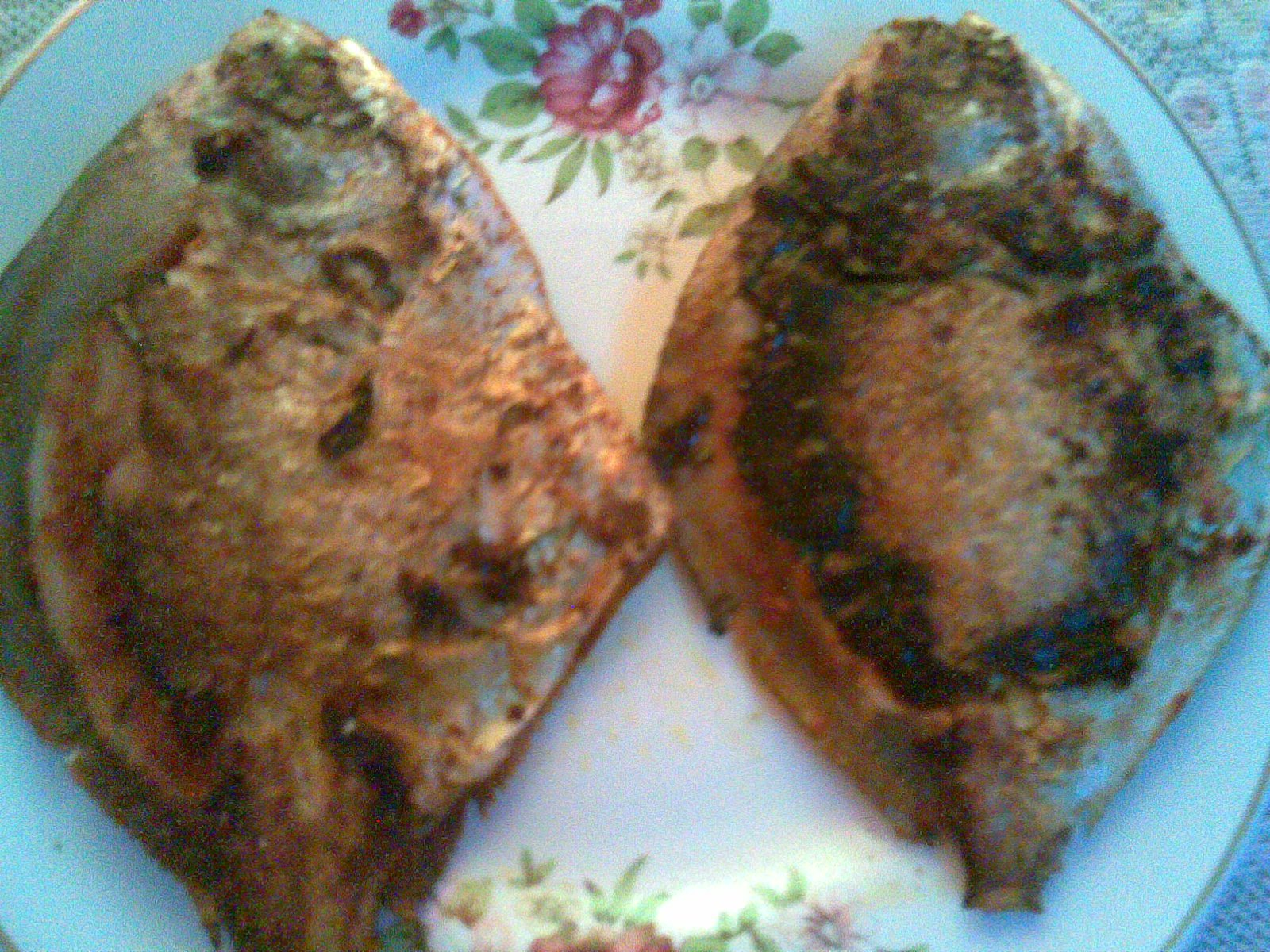
Риба Rechad

 Гоа католицька кухня — кухня католицької громади Гоа. Значною мірою знаходиться під впливом сарасватської, конканської, португальської, південно-індійської та британської кухонь.
Гоа-католики — римо-католики із штату Гоа, регіону на західному узбережжі Індії. Більшість католиків-гоанців походять від вихідців з Кшатрії та Вайш'ї з Гоа, а також брахманів Сарасвата. Решта місцевих жителів Гоа, які прийняли християнство, були під час правління Португалії. Культура Гоа - це поєднання індійських та португальських впливів.

## Звичайна кухня

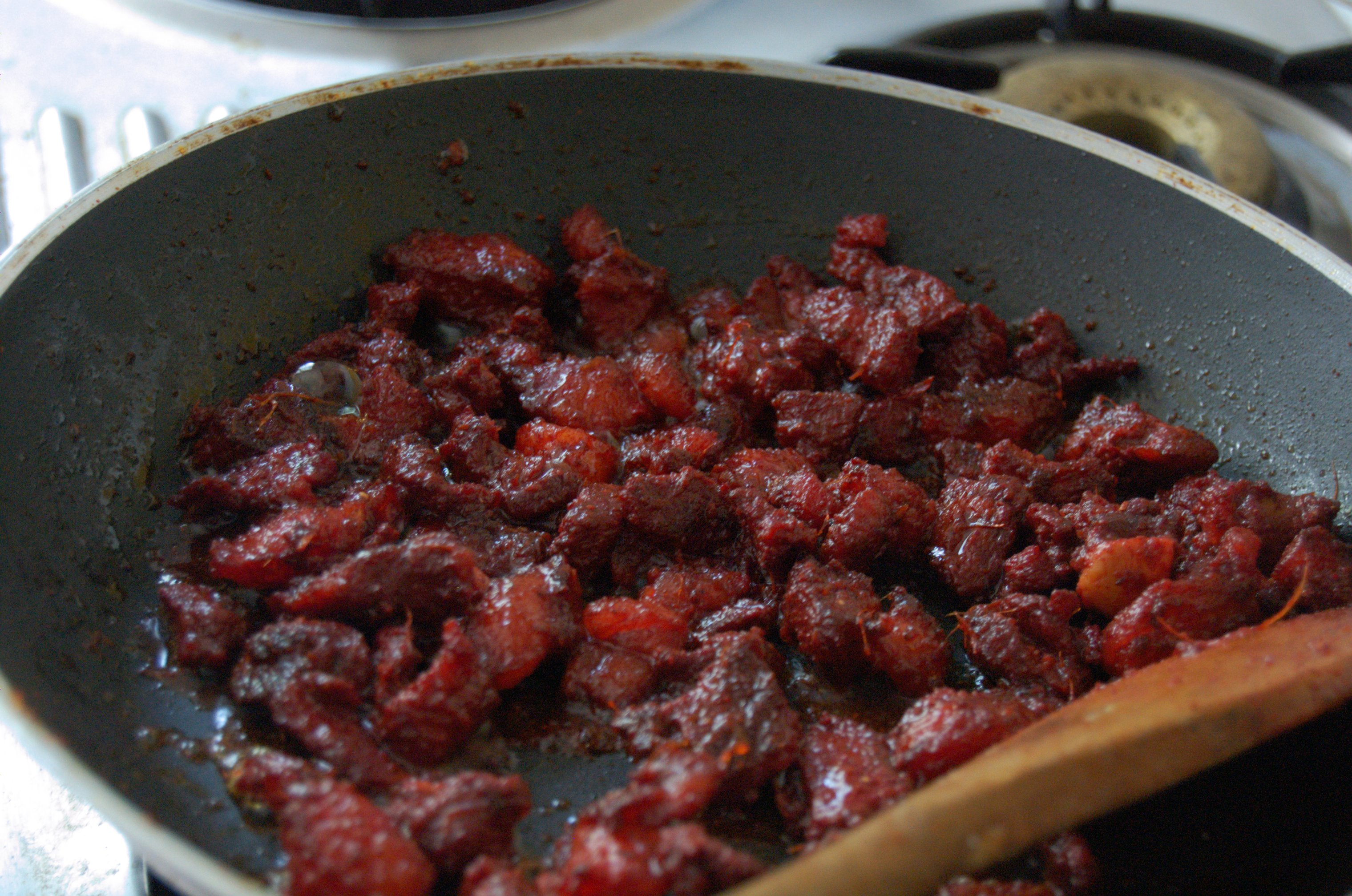
Смажені ковбаски Гоа

Католицька кухня Гоа має виразний португальський вплив. Це можна побачити у стравах зі смаженою свининою, що подається на весільних вечерях, наприклад, Сарапател, яку готують у різних варіаціях, та в Кабідела — у страву вливають свіжу кров і вважають делікатесом зі свинини. Щоправда, Кабідела більш відома у Мангалурі в штаті Карнатака, ніж на Гоа.
Основою вечері Рос є свинина Бафад. У каррі використовується багато кокосового горіха, кокосової олії та спецій, а також оцту.
Xit Kodi (Xit — відварений або червоний рис; Kodi - рибне каррі) утворює основну їжу громади.
Інші популярні делікатеси з португальським впливом - Чоріко (свиняча ковбаса), Віндалу, Риба Rechad та Хакуті.
Самоса - похідне від гоанської самоси, яке зазвичай наповнюється яловичиною або свининою та є загальновідомою закускою. Крокети, котлети з яловичини та відбивні з яловичої картоплі - звичайні закуски. Смажена яловичина та яловичий язик - популярні страви на святкуваннях Гоа. Традиційні, Mol de Peixe (соління з риби) та Бальшао (Balchão) (соус з маринованих креветок), родом з Макао.

## Вегетаріанство

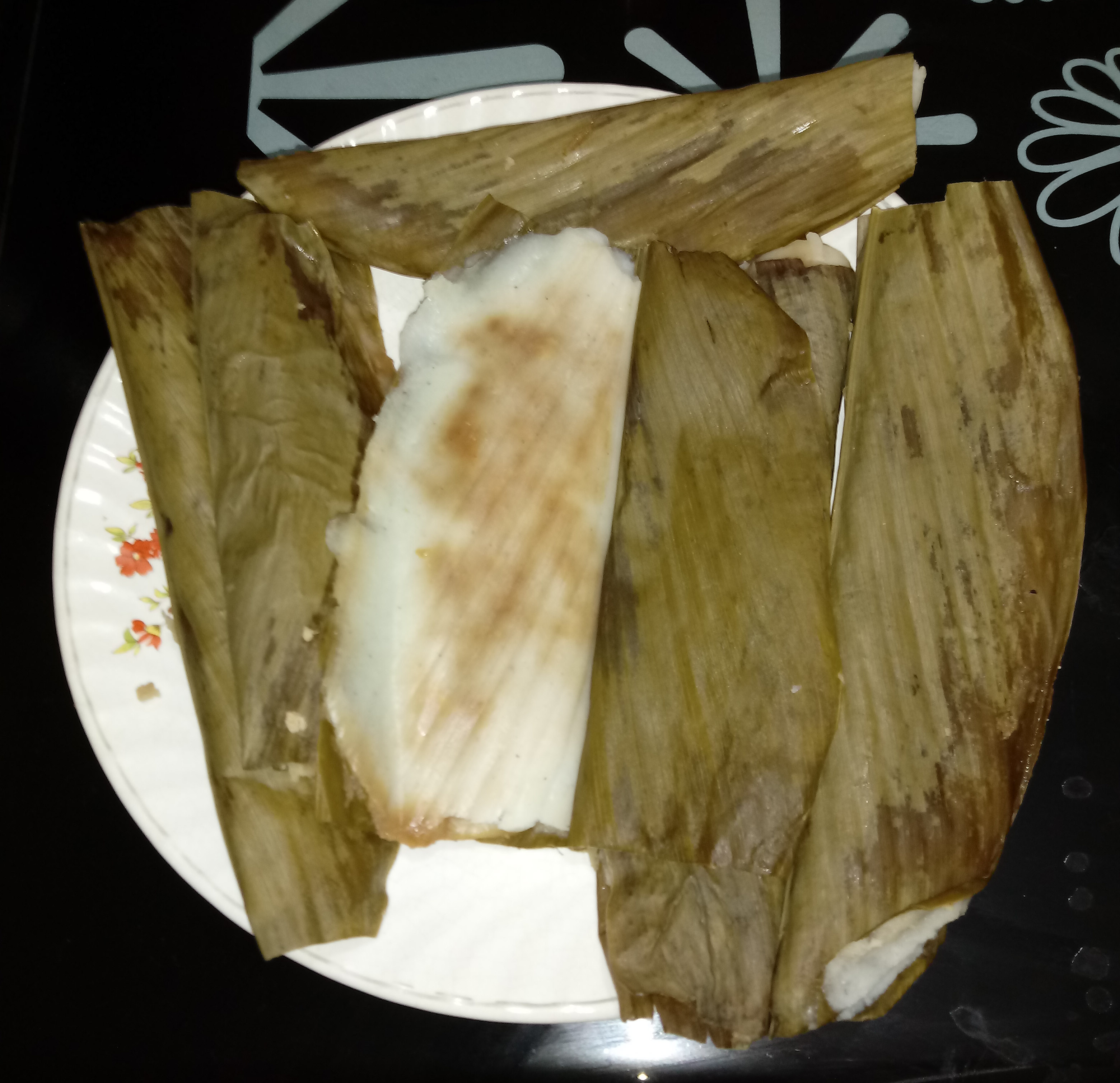
Патолео - це їжа для свята Успіння

Патолео — солодкі рисові коржі, приготовані на парі з листям куркуми, що складаються з начинки з кокосового горіха та пальми, готуються на свята Успіння Пресвятої Богородиці 15 серпня, Різдво Святого Іоана Хрестителя 24 червня і Фестиваль Консачем (свято врожаю), який відбувається на території Гоа протягом серпня.
Пез (вид конджі), Koiloris та Podecho (варіанти доса) — популярні делікатеси. Санна (варіант ідлі) — ще один популярний делікатес, приготований із замоченого рису, води та солі.

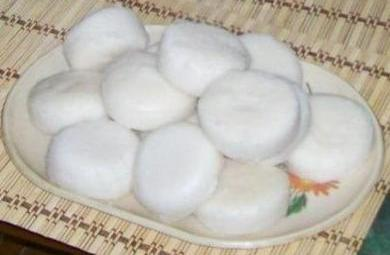
Саннас - варіант ідлі

Солодкі страви, включаючи Перад (сир гуава) та Кадіо бодіо  — крихітна паличка, виготовлена з борошна майда, змоченого у цукровому сиропі та висушеного.
Інші відомі солодкі страви - кеш'ю-ладду, хадже, ревдьо, педа, тізан, годшем, Пуран Полі та сахар бхат. Популярні також філоз (млинчик із банана) та рисовий пудинг — Arroz doce (португальська похідна фірні (підсолоджений рис) з Індії).
Фені — кеш'ю-фені виготовляється з ферментації плодів дерева кеш'ю, тоді як кокосовий фені виготовляється з соку пальм, який є популярним алкогольним напоєм.
Кусвар — термін, який часто використовують для позначення набору унікальних різдвяних товарів, які є частиною кухні гоанської католицької громади. Існує аж 22 різні традиційні рецепти, які формують цей виразний смак святкування Різдва в Гоа.
Нейрі — фарш, начинений сливами, горіхами, смаженим кунжутом та цукром.
Кідьо або Кулкул — варення, змочене в цукровій патоці. Боліньї — це маленькі тістечка, які також відомі як «кокосове печиво».
Перад — різновид пікантного сиру гуава.
Нанкатей, які нагадують «снігові кулі», роблять із кляру з цукру, масла та борошна.
Баат — вологий насичений кокосовий пиріг, запечений у великій круглій формі з кондитерською решіткою зверху.
Марципан — кондитерський виріб, що складається в основному з цукру та борошна кеш'ю або мигдалю.
Доче — солодощі, виготовлені з нуту та кокосового горіха.
Бебінка, багатошарова солодка страва на основі яєць, є тим, чим славиться Гоа, і вишукане ароматне печиво з троянди є улюбленим фаворитом, але саме Різдвяний пиріг зі сливою є найвідомішим. Цукати, сливи, смородину та родзинки спритно ріжуть і замочують у ромі. Борошно просівають і обережно прогрівають. Горіхи очищаються і подрібнюють, і вся родина збирається разом, щоб приготувати пиріг.